# The Private Collection Volume 1 – Studio Sessions, Chicago 1956
The Private Collection Volume 1 – Studio Sessions, Chicago 1956 ist ein Jazz-Album von Duke Ellington, aufgenommen in vier Aufnahmesitzungen von März bis Dezember 1956, veröffentlicht 1987 bei LMR Records, dann im folgenden Jahr bei Warner Brothers.

## Vorgeschichte des Albums
Auch wenn seine eigenen Anstrengungen als Plattenproduzent (auf den Label Musicraft und Sunrise Records) nicht sehr erfolgreich waren, gilt Duke Ellington als einer der ersten Jazz-Komponisten, die die Möglichkeiten der Schallplattenaufnahme für ihr Werk nutzten. Ellington hatte schon früh die Gewohnheit, seine Musik auf Tonband zu dokumentieren; ein Teil dieses Archivs liegt inzwischen in der 10 CDs umfassenden Private Collection vor. Als beste dieser Aufnahmen gilt für Cook und Morton der erste Teil dieser Reihe, der im Jahr 1956 mit dem Duke Ellingtons Orchester in Chicago entstand. Die Aufnahmen der "Private Collection" seien ein Monument für Ellingtons Genie; sie zeigten ein lebendiges Laboratorium für Musiker, Komponisten und Arrangeure.
Die Aufnahmen dieser vier Sessions stammen aus einem wichtigen Jahr für die Ellington-Band, dem Jahr ihres legendären Auftritts auf dem Newport Jazz Festival am 7. Juli 1956. Johnny Hodges war Januar 1956 – nach seinen Soloversuchen mit einer eigenen Band – in das Orchester zurückgekehrt. Aber auf dem Festival war es eindeutig der Auftritt von Paul Gonsalves, der das Comeback der Band beförderte. Gonsalves steht auch hier stark im Vordergrund; sein Solo auf den Chicagoer Sessions bei „Satin Doll“ und „In a Sentimental Mood“ gilt als brillant.
Obwohl er – in der beginnenden Ära der Langspielplatte – bei den gleichzeitig entstandenen Aufnahmen für Columbia Records eher dazu gedrängt wurde, längere und ausgedehntere Werke wie die Suiten „Such Sweet Thunder“ und „A Drum Is a Woman“ einzuspielen, setzte Ellington die Tradition fort, kurze Stücke für seine Band und jeweils individuelle Features für die einzelnen Mitglieder zu schreiben.

## Das Album
Das erste Stück "March 19th Blues" stellt die Starsolisten der Band vor; es wurde auch unter den Titeln "The E and D Blues" und "22 Cent Stomp" aufgenommen. "Feet Bone" ist ein Feature für Hodges und Harry Carney sowie den Posaunensatz, der die dunkle Stimmung des Stückes bestimmt. "In a Sentimental Mood" ist ein Feature für Gonsalves’ romantischen Ton. "Discontented" ist auch unter den Titeln "Bassment" oder "Daddy's Blues" bekannt und enthält ein Solo von Bassist Jimmy Woode. Der Swing-Klassiker "Jump for Joy" ist in erster Linie ein Feature für Jimmy Hamilton, Sam Woodyard und Woode. Der Klarinettenstil gibt den Stücke eine weiche Prägung. "Just Scratchin' the Surface" ist durch das Ensemblespiel geprägt und enthält ein kurzes Solo von Gonsalves. Es erinnert an die Atmosphäre der Basie-Band. "Prelude to a Kiss" wurde schon oft von Johnny Hodges interpretiert; Stanley Dance hält dieses Solo für eine seiner gelungensten Interpretationen der Komposition. Auch "Miss Lucy" erinnert an den Klang der Basie-Band und enthält ein Solo von Ray Nance. "Uncontrived" ist zunächst ein Feature für die Posaunensatz, dann folgen Soli von Hamilton, Quentin Jackson, Nance, Ellington, Hodges, Clark Terry und wieder Hamilton. "Satin Doll" war zu dieser Zeit noch nicht der große Hit der Ellington-Band und erfuhr danach noch viele Veränderungen. Solist ist Paul Gonsalves. Die Ballade "Do Not Disturb" ist ein Feature für Ray Nance. "Love You Madly" klingt wie ein Pop-Song; Gonsalves hat hier ein Solo. "Short Sheet Cluster" stellt Clark Terry heraus; er lässt Erinnerungen an seinen Vorgänger Rex Stewart aufkommen. "Moon Mist" stammt von Ellingtons Sohn Mercer aus dem Jahr 1941 und war damals als ein Feature für Ben Webster beabsichtigt, der aber zu spät zur Aufnahmesession kam, so dass das Solo von Ray Nance gespielt wurde. Weiter steht Paul Gonsalves als Solist im Vordergrund. "Long Time Blues" als längstes Stück der Sessions hat ein tiefes Bluesfeeling und lässt Erinnerungen an den Jungle Style aufkommen. Solisten sind Hodges, Nance, Carney und Hamilton.

## Wirkungsgeschichte
Richard Cook und Brian Morton zeichnen in ihrem Penguin Guide to Jazz on CD das Album mit der Höchstnote von vier Sternen aus.

## Die Titel
1. March 19th Blues 5:26
2. Feet Bone 2:43
3. In a Sentimental Mood 3:05
4. Discontented 3:02
5. Jump for Joy 1:53
6. Just Scratchin' the Surface 3:06
7. Prelude to a Kiss 3:29
8. Miss Lucy 3:17
9. Uncontrived 5:13
10. Satin Doll 2:34
11. Do Not Disturb 2:47
12. Love You Madly 3:22
13. Short Sheet Cluster 2:36
14. Moon Mist 3:27
15. Long Time Blues 8:39

- Bis auf "Moon Mist", das Mercer Ellington komponiert hatte, stammen alle Titel von Duke Ellington.
- Die Titel 2, 4, 6, 11, 15 wurden am 17. März, die Titel 9 und 12 am 18. März, die Titel 1, 7 u d 8 am 19. März und die Titel 5, 10 und 14 am 16. Dezember 1956 aufgenommen.

## „The Private Collection“
Die "Private Collection" erschien auf 10 CDs in Einzelausgaben auch auf den Plattenlabeln "Saja" und "Kaz". Veröffentlicht wurden außer "Volume 1 – Studio Sessions, Chicago 1956" noch
- Volume 2: Dance Concerts, California 1958
- Volume 3: Studio Sessions, New York 1962
- Volume 4: Studio Sessions, New York 1963
- Volume 5: The Suites, New York, 1968 & 1970
- Volume 6: Dance Dates, California, 1958
- Volume 7: Studio Sessions, 1957 & 1962
- Volume 8 Studio Sessions 1957, 1965–67, San Francisco, Chicago, New York
- Volume 9: Studio Sessions, New York 1968
- Volume 10: Studio Sessions, New York & Chicago, 1965, 1966 & 1971